# Любомирская, Лея Давидовна
Ле́я Дави́довна Любоми́рская (род. 10 мая 1973, Алма-Ата) — русская писательница. Живёт в Португалии.

## Биография
Родилась в Алма-Ате. Жила в Подмосковье. В 1994 году окончила Московский городской педагогический университет. В 1995—1996 годах работала учительницей русского языка и литературы в московской экспериментальной средней школе № 91 РАО. Работала журналисткой на телевидении. С 1998 по 2002 год работала корреспондентом новостей экономики в утреннем блоке ОРТ. С февраля по октябрь 2002 года была ведущей прогноза погоды в утреннем эфире на НТВ. Работала в издательском доме «Газета», на радио («Эхо Москвы», «Новости On-line»). 
В 1998 году впервые приехала в Португалию, жила в городе Брага и училась в Университете Минью. Окончила аспирантуру Лиссабонского университета. 
В 2015 году Лея Любомирская была членом жюри русско-португальского конкурса для начинающих переводчиков художественной литературы «Иными словами».
Лауреат Русской премии 2016 года в номинации «Малая проза» за сборник «И с тех пор не расставались. Истории страшные, трогательные и страшно трогательные» (издательство «Астрель – СПб»).
Живёт в Сетубале.

## Книги
- Профессор и воображаемый бразилец. — М.: Меморис, 2007.
- Лучшее лето в её жизни. — СПб.: Амфора, 2009.
- Книга о живых и мёртвых старушках. — М.: CheBuk, 2012.
- Бродяга, Маг и Королева пряностей (и ещё — Поэт, Мечтатель, Алхимик, Сочинительница и другие удивительные люди). М.: Текст—Книжники, 2013[7][8].
- Бестиарий: стихи и истории о зверях ужасных и удивительных. Алексей Цветков при участии Леи Любомирской и Линор Горалик. — М.: Книжники, 2014[9].
- И с тех пор не расставались. Истории страшные, трогательные и страшно трогательные. — М.: АСТ, 2015.
- Товарищи, Дольский и Дереза. — М.: Издатель И. Б. Белый, 2020.

### Участие в сборникахФРАМ
- Детская сказка на ночь
- Сказкабратьевгримм
- Сказка о том, как встретились ветчина и колбаса
- Габи
- Алешандра
- Малютка
- Рождество
- Осенние старички
- Несезон
- Нуну Гарсия
- Марселину Гонсалвеш
- Цветок цветку
- Мокка

- Когда Шику обижается на Вашку

- Лавочки
  - Retrosaria
  - Cafetaria
  - Ourivesaria
  - Livraria
  - Ervanaria
  - Pastelaria «Fabrico proprio»
  - Papelaria
  - Farmacia
  - Loja de brinquedos
  - Florista
- Соня Пиреш и К°
  - За дверью
  - Свидание
  - Лазоревые шуршики
  - Остров
  - Слишком личное
  - А теперь ещё и самки
  - Луиш
  - Непарный элдер
  - Ритиня
  - Жоаниня
  - Половинки
  - Мне снилось, что мы поженились.

- Ужин
- Про любовь
- Развод

- Женщины полицейского инспектора Витора Обадии.

- Инициация
- Лучшее лето в её жизни

- El-Rei D. Sebastiao
- Наследственность

- Переулки
- Шоколадный домик
- Свинка
- Дриада
- Диниш
- Счастливый брак
- Служанки
- Лето пёстрой бабочки
- Маленькая русалочка

- Кошка
- Несезон

- О принцах и драконах
- Воа Моrtе
- Карл и Кисочка
- Лифт

- Станция
- Ана Марианн
- Зе Педру
- Тайна
- Воспитание
- Bicho-Papao

- Негерои
- Мёртвые среди нас
- Чёрный автобус
- Соседи

- Лежать по коридору
- Другой Иерусалим
- Туман
- Ветер
- Гостья

- Осенние старички

### В других сборниках
- Рассказ «Кофейничек» в сборнике «Новая кофейная книга» — АСТ, 2017.
- Рассказ «Поутру» в сборнике «Новая чайная книга» — АСТ, 2018.

### Переводы
Энрике Вила-Матас. Дублинеска. — Эксмо, 2015

### Публикации в журналах
«Осенние старички» в журнале «Реальность фантастики» № 1(17), январь 2005

## Отзывы и критика
Критики и рецензенты отмечают в произведениях Леи Любомирской уникальный сплав типично португальских мотивов и хорошего русского языка. Далёкая и экзотическая для русского читателя Португалия выступает фоном для сказочных, мистических, волшебных событий.
- Ирина Головинская[11]: «Русская в Португалии, Любомирская пишет тексты, в которых одновременно взгляд чуть со стороны и позиция изнутри, позиция жителя, а не путешественника, не приезжего. У неё португальское saudade — „ностальгическая тоска и печаль и в то же время ощущение своей малости, своей оторванности“ — становится и исконно русской, и несомненно еврейской историей.»
- Владимир Строчков в аннотации к «Книге о живых и мёртвых старушках».: «Кому больше подфартило? Португальцам, о которых с поразительной документальной достоверностью волшебной сказки рассказаны одной чересчур, непозволительно зоркой и чуткой estrangeria эти странные, жуткие, восхитительные истории? Или нам, „ликуя и содрогаясь“ читающим их на чудесном русском языке?»
- Игорь Зотов: «Герои Леи Любомирской своими порой невероятными или парадоксальными поступками придают жизни чёткие формальные очертания. Часто сказочные, часто как бы иррациональные, но оттого не менее чёткие.»[12]
- Ольга Лебёдушкина[13]: «Можно только гадать, представителем какой литературы, которая пишется по-русски, можно назвать Лею Любомирскую, живущую в Португалии и рассказывающую свои истории из жизни португальских „маленьких людей“. Лея Любомирская пишет о лиссабонских улочках и лавочках, об уличных кафе, где „осенние старички думают дождь“, а молодые — „солнце, грозу и радугу“, собачки носят красные шейные платки, и смертельные раны исчезают, если все время думать „Я не умру“. При этом португальцы Любомирской почему-то разговаривают русскими каламбурами и пытаются вспомнить русскую скороговорку…»
- Екатерина Кадиева[14]: «Рассказы Любомирской — вовсе не этнографическая проза, не отчёт о жизни в экзотической стране на краю Европы. Многочисленные детали не заслоняют героев — только делают плотнее мир вокруг них.
Корни этой прозы — в традиции магического реализма, который у Любомирской оказывается магическим реализмом наоборот: герои не ищут выхода в другую реальность и не сталкиваются с вторжением иного мира в их мир — они уже и так живут в другой реальности. И живут при этом по узнаваемым, понятным, даже обыденным законам человеческого бытия.»
- Николай Александров[15]: «…эти замечательно, с каким-то обаятельным лукавством написанные волшебные, магические и простые в то же время коротенькие истории — действительно португальские и рассказывают о Португалии гораздо больше, чем самые подробные путеводители. Магия и волшебство этому не помеха, пусть даже подчас это грустное волшебство и грустный мир, где сама смерть рассказывает сказки, которые кончаются фразой: „А потом они умерли в один день и жили долго и счастливо“.»